# Quincy Adams Gillmore
Quincy Adams Gillmore (né le 28 février 1825 dans le comté de Lorain, État de l'Ohio, et décédé le 7 avril 1888 à Brooklyn, État de New York) est un major général de l'Union. Il est enterré au cimetière de West Point.

## Avant la guerre
Quincy Adams Gillmore sort diplômé de West Point en 1849.
Il est breveté second lieutenant le 1er juillet 1849 dans le corps des ingénieurs et est promu à ce grade le 5 septembre 1853. Il est affecté en tant qu'instructeur à West Point. Il passe dix années à améliorer et réparer les fortifications.
Il est promu premier lieutenant le 1er juillet 1856. De 1856 jusqu'au début de la guerre de Sécession, il est affecté à l'agence d'ingénierie de la ville de New York.

## Guerre de Sécession
Quincy Adams Gillmore est promu capitaine le 6 août 1861. En novembre 1861, il prend part au bombardement et à la capture de deux forts en sable qui défendent Port Royal Sound, en Caroline du Sud.
Il participe au siège du Fort Pulaski et est breveté lieutenant-colonel le 11 avril 1862 pour bravoure et service méritant lors de la capture de ce fort. Sa participation au siège du fort Pulsaki casse l'image d'invulnérabilité des fortifications en maçonnerie vieilles de plusieurs siècles.
Il est nommé brigadier général des volontaires le 26 avril 1862. Il prend le commandement du département du sud et du Xe corps. Le 3 mai 1862, il souffre de fièvre due à la malaria alors qu'il est en service sur Tybee Island et retourne le 14 mai 1862 à New York en convalescence. Au mois de juin, il part pour Washington, mais fait une rechute et est de nouveau en convalescence jusqu'en août. À l'issue, il participe brièvement à la levée de troupes dans New York.
Il est breveté colonel le 30 mars 1863 pour bravoure et service méritant lors de la bataille de Somerset. Il est promu commandant des ingénieurs le 1er juin 1863.
En juillet 1863, il reçoit l'ordre de capturer ou de détruire fort Sumter, symbole de la Sécession, ce qui ouvrira la voie à la capture de Charleston. Pour ce faire, il doit d'abord prendre fort Wagner.

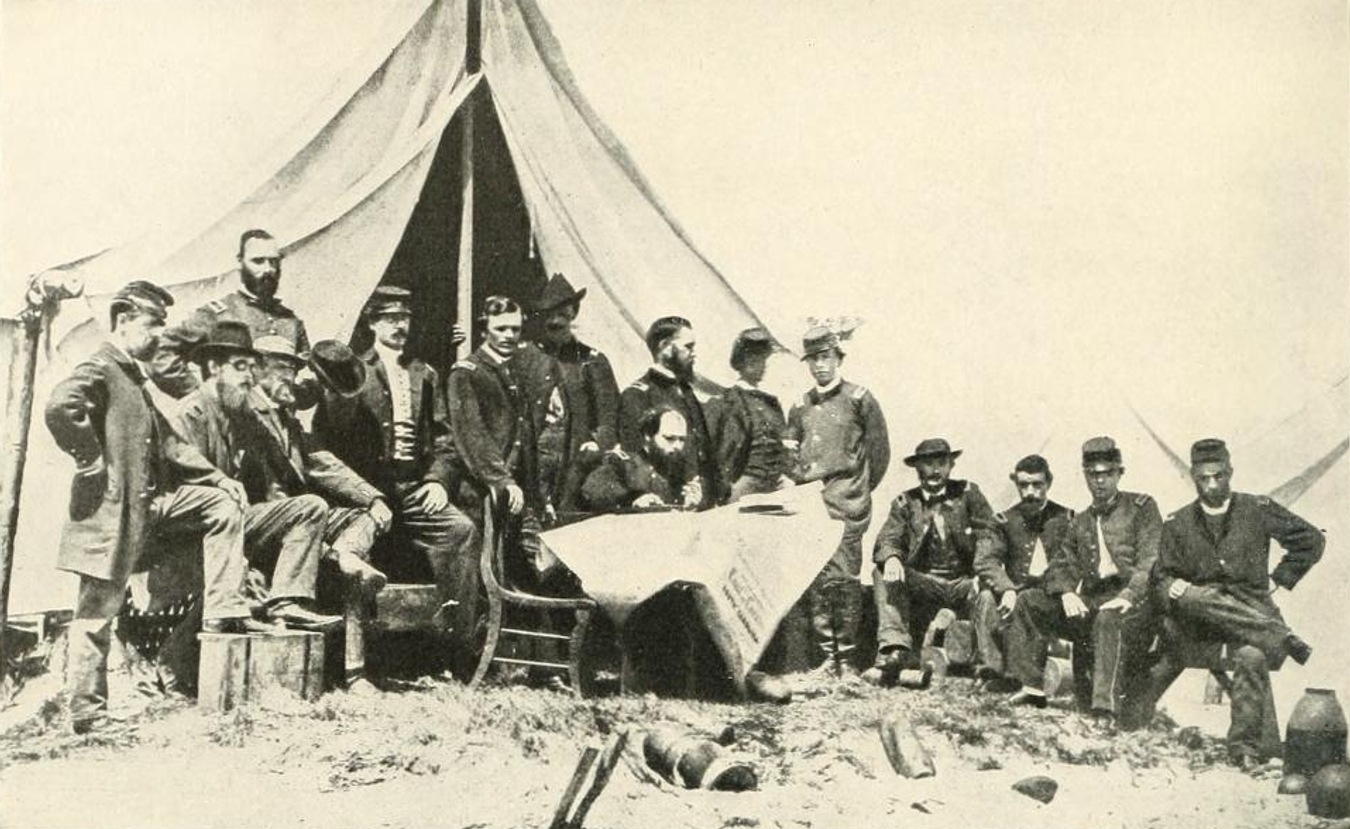
Le général de l'Union Quincy Adams Gillmore étudie Charleston Harbor sur une carte de la côte de Caroline du Sud en 1863

Il est nommé major général des volontaires le 10 juillet 1863. Il dirige les combats lors de la bataille de Fort Wagner, Morris Island entre juillet 1863 et septembre 1863. Lors de ces opérations, il oublie tout ce qu'il avait mis en place pour la capture du fort Pulaski, et envoie dans des assauts sanglants et inutiles de nombreuses troupes (54e régiment d'infanterie du Massachusetts). Ainsi celui qui avait été le seul artisan pour mettre à jour l'obsolescence des fortifications en maçonnerie, laisse un fort construit avec des tonneaux de bois remplis de sable entacher sa réputation

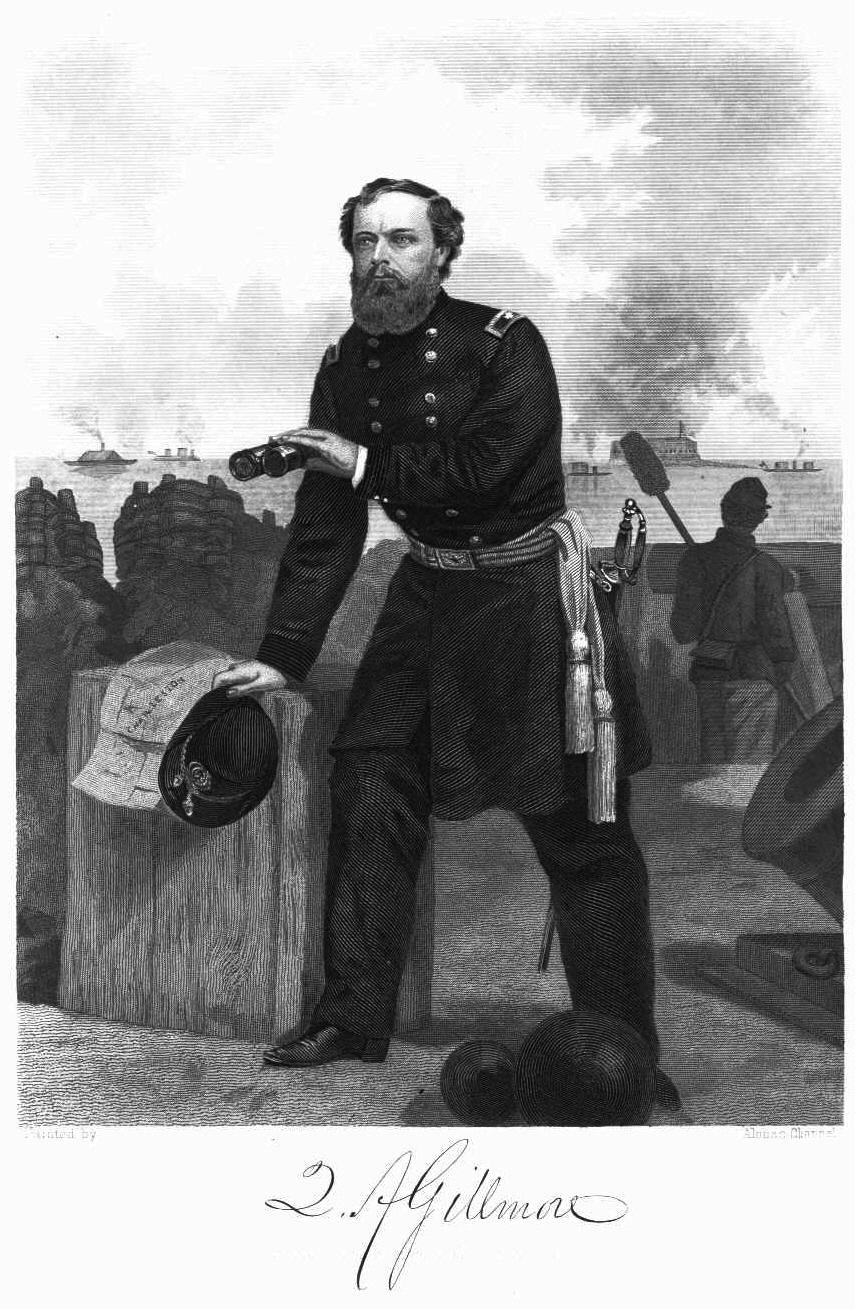
Illustration du général Quincy A. Gillmore lors des opérations contre les défenses de Charleston (New York: D. Van Nostrand, 1865)

Le X corps est rattaché en mai 1864 à l'armée de la James sous les ordres du major général Butler. L'armée échoue à bouger sur Richmond lors de la campagne de Bermuda Hundred. Il est injustement blâmé pour une série d'échecs par le major général Benjamin F. Butler et est envoyé à Washington (district de Columbia) en disgrâce. Il prend part à la défense de Washington Le 14 juillet 1864 à Offutt's Cross Roads dans le Maryland, son cheval chute sur lui et le blesse au genou gauche.
Blessé sérieusement, il ne participe plus à un service sur le terrain pour le reste de la guerre. De septembre à novembre 1864, il est président du commission d'évaluation d'un canon en fer forgé d'Adelbert Ames.
Le 13 mars 1865, il est breveté brigadier général pour bravoure et service méritant lors de la capture de fort Wagner et major général pour les mêmes motifs lors de l'assaut contre Morris Island le 10 juillet 1863 et le bombardement et la démolition du fort Sumter.

## Après la guerre
Quincy Adams Gillmore quitte le service actif des volontaires le 5 décembre 1861 et reste dans le corps des ingénieurs. Il travaille alors sur les fortifications de la côte sud de l'Atlantique. Il retourne à New York où il devient un ingénieur civil reconnu, écrivant plusieurs ouvrages et articles sur la structure des matériaux.
Il est promu lieutenant-colonel le 13 janvier 1874. Des problèmes de santé, entre septembre et novembre 1882, le conduisent à subir une intervention chirurgicale et il reprend le service en mars 1883. Il est promu colonel le 20 février 1883.
Son fils et son petit-fils, eux aussi nommés Quincy Gillmore deviendront généraux de l'U.S. Army.